# Brandon Larracuente
Brandon Larracuente (16 de novembro de 1994, Miami, Flórida) é um ator estadunidense. Ele ficou mais conhecido por seus papéis nas séries Bloodline, 13 Reasons Why e The Good Doctor.

## Filmografia

### Filmes
| Ano  | Título    | Papel           | Notas |
| ---- | --------- | --------------- | ----- |
| 2016 | Max Steel | Attentive Kid   |       |
| 2017 | Baywatch  | Skateboarder #1 |       |
| 2017 | Bright    | Mike            |       |

### Televisão
| Ano       | Título          | Papel                    | Notas                                                                |
| --------- | --------------- | ------------------------ | -------------------------------------------------------------------- |
| 2013      | The Glades      | Kid                      | 1 episódio                                                           |
| 2014      | Every Witch Way | Joshua                   | 1 episódio                                                           |
| 2014      | Constantine     | Mateo Lopez              | 1 episódio                                                           |
| 2015-2017 | Bloodline       | Ben Rayburn              | 18 episódios                                                         |
| 2017-2018 | 13 Reasons Why  | Jeff Atkins              | 7 episódios                                                          |
| 2020      | Party of Five   | Emilio Acosta            | Papel principal                                                      |
| 2022      | The Rookie      | Thackeray Bloomfield     | 1 episódio                                                           |
| 2022–2024 | The Good Doctor | Dr. Daniel "Danny" Perez | Papel principal (Temporada 6), convidado (Temporada 7); 20 episódios |
| 2025      | On Call         | Oficial Alex Diaz        | Papel principal                                                      |